# Championnat du monde des clubs masculin de volley-ball 2011
Navigation
2010 2012
Le Championnat du monde des clubs de volley-ball masculin 2011 est la septième édition du Championnat du monde des clubs de volley-ball masculin organisé par la Fédération internationale de volley-ball. Elle se déroule du 8 au 14 octobre 2011 au Qatar pour la troisième fois de son histoire. Tous les matches sont joués à la salle « Aspira Dome » à Doha.

## Déroulement de la compétition
Le format du Championnat du monde des clubs, en vigueur à partir de 2009, prévoit la division de huit équipes en deux groupes, A et B. 
Les deux premières équipes de chaque groupes se qualifient pour les demi-finales (le premier du groupe A rencontre le second du groupe B, et vice-versa). Les équipes classées troisième et quatrième des groupes sont éliminées et sont incluses dans le classement final à la cinquième place.
Les gagnants des demi-finales se disputent la victoire finale, tandis que les perdants s'affrontent pour la troisième place.

## Participants
| Club                     | Pays    | Confédération | Titre                                |
| ------------------------ | ------- | ------------- | ------------------------------------ |
| Itas Diatec Trente       | Italie  | CEV           | Champion d'Europe // Tenant du Titre |
| Zenit Kazan              | Russie  | CEV           | Vice-champion d'Europe               |
| Sesi/SP                  | Brésil  | CSV           | Champion d'Amérique du Sud           |
| Payakan Teheran          | Iran    | AVC           | Champion d'Asie                      |
| Al-Ahly                  | Égypte  | CAVB          | Champion d'Afrique                   |
| Trinity Western Spartans | Canada  | NORCECA       | Champion d'Amérique du Nord          |
| Al Arabi Doha            | Qatar   | AVC           | Hôte                                 |
| Jastrzębski Węgiel       | Pologne | CEV           | Wild card                            |

## Phase de groupes

### Composition des groupes
| Groupe A - Trinity Western Spartans - Zenit Kazan - Jastrzębski Węgiel - Payakan Teheran | Groupe B - Al-Ahly - Al Arabi Doha - Itas Diatec Trente - Sesi/SP |

### Résultats
| Groupe A |                                               |       |       |       |       |       |       |
|          |                                               |       |       |       |       |       |       |
| 08-10    | Trinity Western Spartans - Zenit Kazan        | 0 - 3 | 11-25 | 15-25 | 16-25 | -     | -     |
| 08-10    | Jastrzębski Węgiel - Payakan Teheran          | 3 - 0 | 25-18 | 25-14 | 25-14 | -     | -     |
| 09-10    | Payakan Teheran - Zenit Kazan                 | 0 - 3 | 24-26 | 18-25 | 23-25 | -     | -     |
| 10-10    | Trinity Western Spartans - Payakan Teheran    | 3 - 2 | 25-23 | 18-25 | 17-25 | 25-18 | 15-6  |
| 10-10    | Jastrzębski Węgiel - Zenit Kazan              | 3 - 2 | 25-22 | 25-17 | 11-25 | 21-25 | 19-17 |
| 11-10    | Jastrzębski Węgiel - Trinity Western Spartans | 3 - 0 | 25-17 | 25-20 | 25-18 | -     | -     |

| Groupe B |                                    |       |       |       |       |       |       |
|          |                                    |       |       |       |       |       |       |
| 08-10    | Al-Ahly - Al Arabi Doha            | 2 - 3 | 23-25 | 31-29 | 24-26 | 25-21 | 12-15 |
| 09-10    | Itas Diatec Trente - Al-Ahly       | 3 - 0 | 25-16 | 25-22 | 25-22 | -     | -     |
| 09-10    | Sesi/SP - Al Arabi Doha            | 3 - 0 | 25-20 | 25-20 | 25-22 | -     | -     |
| 10-10    | Al-Ahly- Sesi/SP                   | 1 - 3 | 18-25 | 25-27 | 25-18 | 14-25 | -     |
| 11-10    | Itas Diatec Trente - Al Arabi Doha | 3 - 0 | 25-22 | 25-15 | 25-17 | -     | -     |
| 12-10    | Sesi/SP - Itas Diatec Trente       | 1 - 3 | 25–18 | 23–25 | 23–25 | 21–25 | -     |

### Classements
| # | Équipe                   | Pts | J | G | Gt | Pt | P | Sp | Sc | Ratio | Pp  | Pc  | Ratio |
| 1 | Jastrzębski Węgiel       | 8   | 3 | 2 | 1  | 0  | 0 | 9  | 2  | 4.5   | 251 | 207 | 1.213 |
| 2 | Zenit Kazan              | 7   | 3 | 2 | 0  | 1  | 0 | 8  | 3  | 2.667 | 257 | 208 | 1.236 |
| 3 | Trinity Western Spartans | 2   | 3 | 0 | 1  | 0  | 1 | 3  | 5  | 0.6   | 197 | 247 | 0.798 |
| 4 | Payakan Teheran          | 1   | 3 | 0 | 0  | 1  | 2 | 2  | 9  | 0.222 | 208 | 251 | 0.829 |

| # | Équipe             | Pts | J | G | Gt | Pt | P | Sp | Sc | Ratio | Pp  | Pc  | Ratio |
| 1 | Itas Diatec Trente | 9   | 3 | 3 | 0  | 0  | 0 | 9  | 1  | 9     | 243 | 206 | 1.18  |
| 2 | Sesi/SP            | 6   | 3 | 2 | 0  | 0  | 1 | 7  | 4  | 1.75  | 262 | 246 | 1.065 |
| 3 | Al Arabi Doha      | 2   | 1 | 0 | 1  | 0  | 2 | 3  | 8  | 0.375 | 232 | 265 | 0.875 |
| 4 | Al-Ahly            | 1   | 3 | 0 | 0  | 1  | 2 | 3  | 9  | 0.333 | 257 | 286 | 0.899 |

## Phase finale
|  | Demi-finales                                    | Demi-finales                                    |                        |   | Finale                                    | Finale                                    |
|  | Demi-finales                                    | Demi-finales                                    |                        |   | Finale                                    | Finale                                    |
|  |                                                 |                                                 |                        |   |                                           |                                           |
|  | Doha, 13-10-2011, 25-23 18-25 19-25 25-13 15-13 | Doha, 13-10-2011, 25-23 18-25 19-25 25-13 15-13 |                        |   | Doha, 14-10-2011, 31-29 16-25 11-25 16-25 | Doha, 14-10-2011, 31-29 16-25 11-25 16-25 |
|  | Doha, 13-10-2011, 25-23 18-25 19-25 25-13 15-13 | Doha, 13-10-2011, 25-23 18-25 19-25 25-13 15-13 |                        |   | Doha, 14-10-2011, 31-29 16-25 11-25 16-25 | Doha, 14-10-2011, 31-29 16-25 11-25 16-25 |
|  | Jastrzębski Węgiel                              | 3                                               |                        |   | Doha, 14-10-2011, 31-29 16-25 11-25 16-25 | Doha, 14-10-2011, 31-29 16-25 11-25 16-25 |
|  | Jastrzębski Węgiel                              | 3                                               |                        |   | Doha, 14-10-2011, 31-29 16-25 11-25 16-25 | Doha, 14-10-2011, 31-29 16-25 11-25 16-25 |
|  | Sesi/SP                                         | 2                                               |                        |   | Doha, 14-10-2011, 31-29 16-25 11-25 16-25 | Doha, 14-10-2011, 31-29 16-25 11-25 16-25 |
|  | Sesi/SP                                         | 2                                               | Jastrzębski Węgiel     | 1 |                                           |                                           |
|  | Doha, 13-10-2011, 25-22 25-21 19-25 25-14       |                                                 | Jastrzębski Węgiel     | 1 |                                           |                                           |
|  |                                                 | Itas Diatec Trente                              | 3                      |   |                                           |                                           |
|  | Itas Diatec Trente                              | Itas Diatec Trente                              | 3                      | 3 |                                           |                                           |
|  | Itas Diatec Trente                              |                                                 |                        | 3 |                                           |                                           |
|  | Zenit Kazan                                     | 1                                               |                        |   |                                           |                                           |
|  | Zenit Kazan                                     | 1                                               | Match pour la 3e place |   |                                           |                                           |
|  |                                                 |                                                 |                        |   |                                           |                                           |
|  | Doha, 14-10-2011, 25-19 20-25 23-25 23-25       |                                                 |                        |   |                                           |                                           |
|  |                                                 |                                                 |                        |   |                                           |                                           |
|  | Sesi/SP                                         | 1                                               |                        |   |                                           |                                           |
|  | Sesi/SP                                         | 1                                               |                        |   |                                           |                                           |
|  | Zenit Kazan                                     | 3                                               |                        |   |                                           |                                           |
|  | Zenit Kazan                                     | 3                                               |                        |   |                                           |                                           |

## Récompenses
- MVP :  Osmany Juantorena (Trentino Volley)
- Meilleur marqueur :  Maxim Mikhaylov (Zenit Kazan)
- Meilleur serveur :  Matey Kaziyski (Trentino Volley)
- Meilleur passeur :  Raphael Vieira de Oliveira (Trentino Volley)
- Meilleur libero :  Sergio Santos Dutra (Sesi/SP)
- Meilleur réceptionneur :  Sergio Santos Dutra (Sesi/SP)
- Meilleur contreur :  Russell Holmes (Jastrzębski Węgiel)
- Meilleur attaquant :  Osmany Juantorena (Trentino Volley)

## Classement final
| Rang | Club                     | Nation  | Confédération | Prime     |
| ---- | ------------------------ | ------- | ------------- | --------- |
| 1    | Itas Diatec Trente       | Italie  | CEV           | 250 000 $ |
| 2    | Jastrzębski Węgiel       | Pologne | CEV           | 170 000 $ |
| 3    | Zenit Kazan              | Russie  | CEV           | 120 000 $ |
| 4    | Sesi/SP                  | Brésil  | CSV           | 90 000 $  |
| 5    | Al Arabi Doha            | Qatar   | AVC           | 30 000 $  |
| 5    | Trinity Western Spartans | Canada  | NORCECA       | 30 000 $  |
| 5    | Al-Ahly                  | Égypte  | CAVB          | 30 000 $  |
| 5    | Payakan Teheran          | Iran    | AVC           | 30 000 $  |